# Caspar Schwarz
Caspar Anton Schwarz (* 11. Januar 1789 in Markelsheim; † 26. Juni 1828 in Crailsheim) war ein württembergischer Verwaltungsbeamter.

## Leben
Der Sohn eines Rektors war Aktuar beim Oberamt Künzelsau, ab 1814 Aktuar bei der Landvogtei am oberen Neckar in Rottweil, ab 1816 Amtsverweser beim Oberamt Spaichingen und von 1824 bis 1828 Oberamtmann des Oberamts Crailsheim.